# Blepisanis indica
Blepisanis indica là một loài bọ cánh cứng trong họ Cerambycidae.